# Stewart SF01
Der Stewart SF01 war der erste Formel-1-Rennwagen von Stewart. Der SF01 wurde in der Saison 1997 eingesetzt und von Alan Jenkins erstmals in der Formel-1-Geschichte aerodynamisch komplett mit Hilfe von Computerprogrammen konstruiert. Der Wagen wurde am 29. Dezember 1996 vorgestellt und nahm an allen 17 Rennen der Formel-1-Saison 1997 teil. Er wurde vom Brasilianer Rubens Barrichello sowie dem Dänen Jan Magnussen gesteuert und fuhr einen zweiten Platz beim Großen Preis von Monaco heraus – wodurch das Team in seiner ersten Saison die Herstellerwertung (construktors' championship) mit sechs Punkten auf dem neunten Rang von elf beendete. Der V10-Motor Zetec-R kam von Ford, die Bereifung von Bridgestone und der Treibstoff von Texaco.

## Technik und Entwicklung

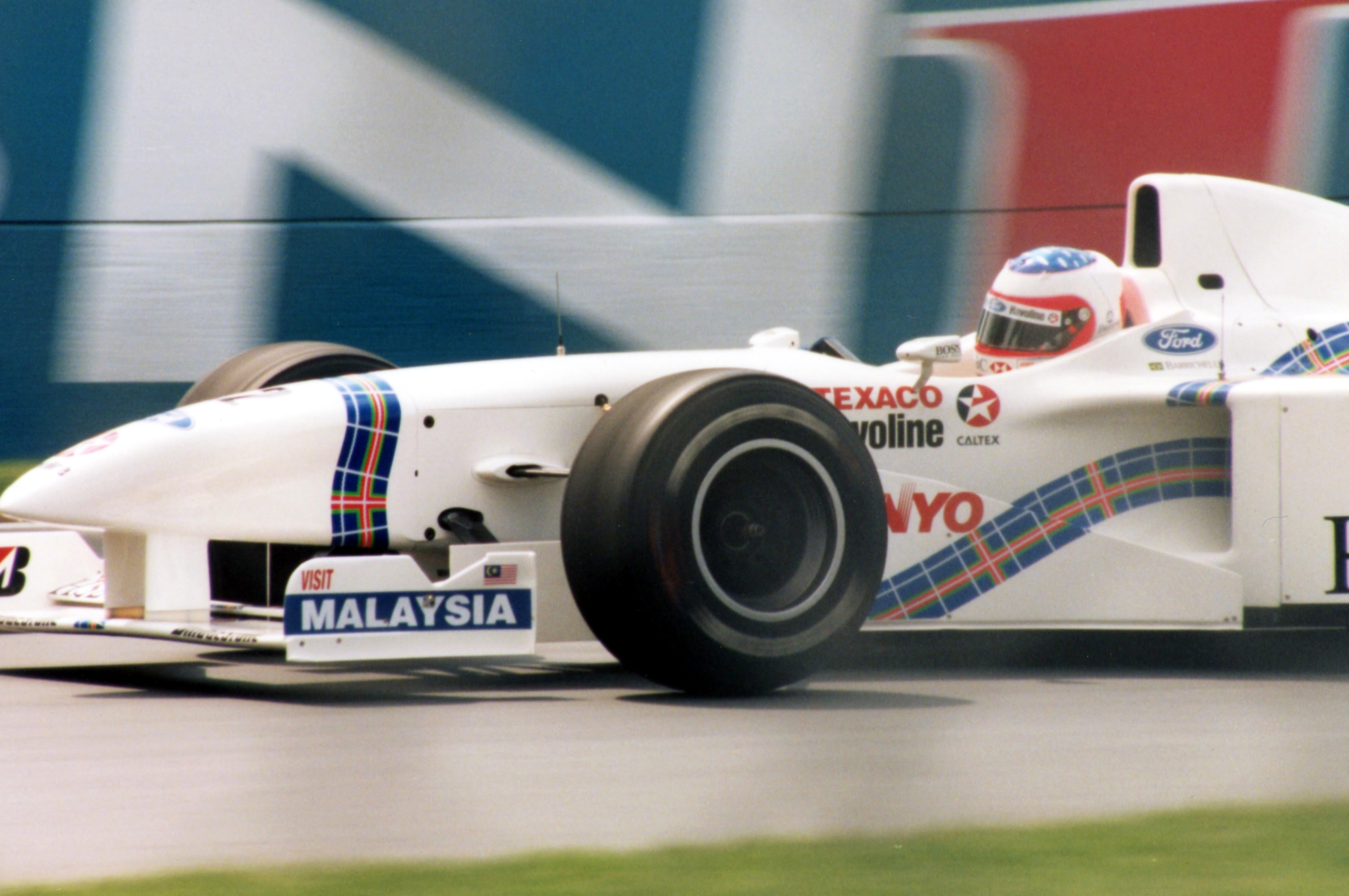
Rubens Barrichello beim Großen Preis von Kanada 1997

Der technische Entwickler war Alan Jenkins, ihm unterstellt waren der Konstrukteur Andy Le Flemming sowie Eghbal Hamidy für die Aerodynamik. Das Ingenieur-Team musste komplett ohne Referenzwerte starten, da das Team bislang kein Formel-1-Chassis zur Verfügung hatte. An beiden Achsen waren die Räder einzeln an doppelten Dreieckslenkern aufgehängt, die innenliegenden Federn und Stoßdämpfer wurden über Schubstangen betätigt.
Das Getriebe, ein sequentielles Halbautomatikgetriebe mit sechs Gängen kam von Xtrac.
Motor war der JD-V10-Saugmotor von Ford Zetec-R mit einem Hubraum von 2.998 cm³ und einem Zylinderbankwinkel von 72°. Er leistete bei 16.500/min ungefähr 522 kW (700 PS). Damit kann der Wagen bis zu 330 km/h erreichen.

## Renngeschichte

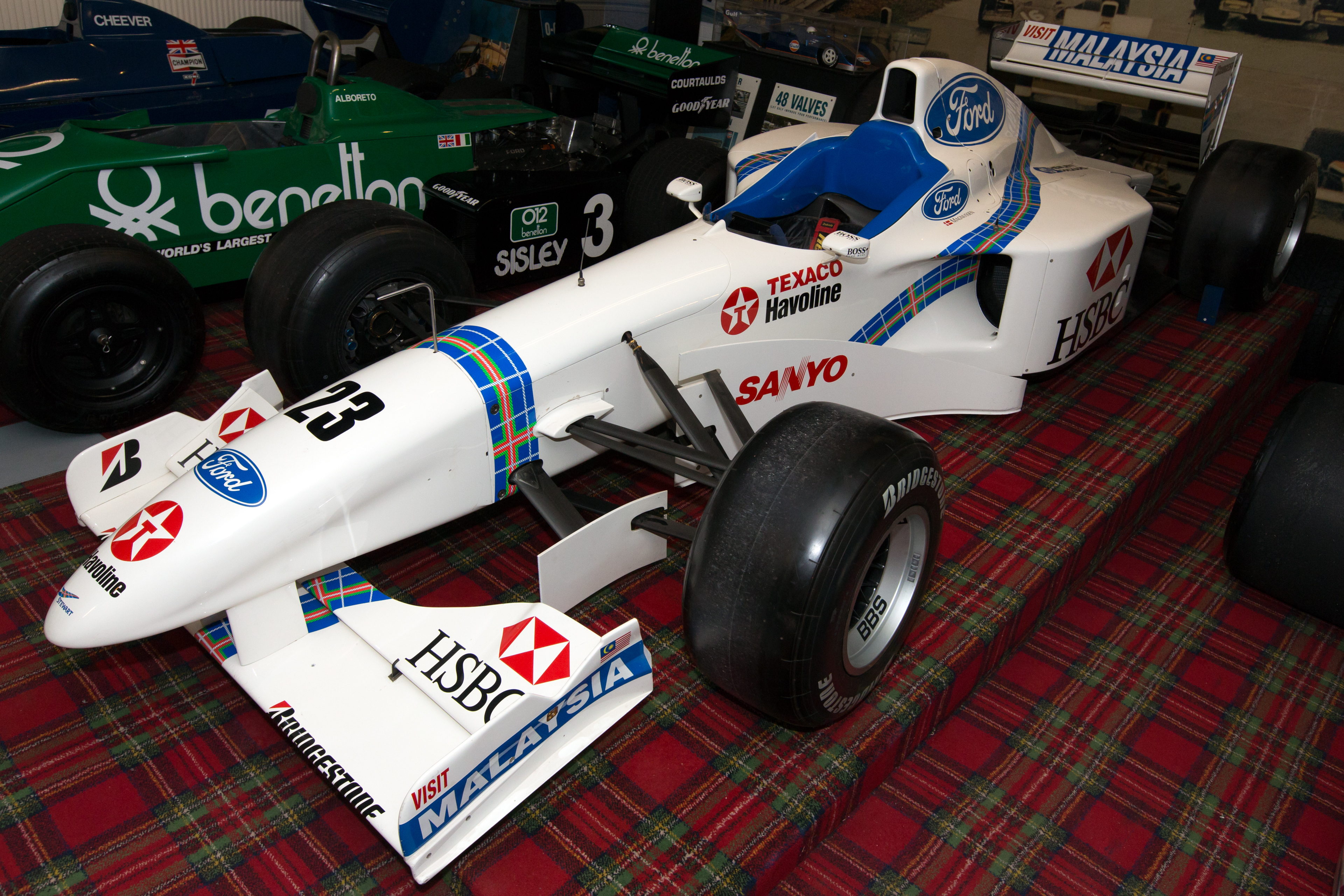
Der Stewart SF01 von Jan Magnussen in der Donington Grand Prix Collection 2013

Der Wagen war der Erste, welcher vom neuen Team Stewart entwickelt wurde. Der Bolide wurde am 29. Dezember 1996, zusammen mit dem Arrows A18, erstmals der Öffentlichkeit präsentiert. Der technische Direktor Alan Jenkins behauptete bei der Veröffentlichung, dass dieser Wagen erstmals in der Formel-1-Geschichte ausschließlich am Computer entworfen wurde. Der Designer von Tyrrell, Harvey Postlethwaite, nahm Jenkins bei deren Präsentation auf den Arm, indem er behauptete, dass ihre Fahrzeuge schon seit 1989 nicht mehr am Reißbrett entworfen werden.
Es zeigte sich, dass der Wagen in der Theorie konkurrenzfähig wäre und Plätze im oberen Mittelfeld keine Seltenheit sein sollten, allerdings mangelte es dem Wagen sehr an der Zuverlässigkeit. Von insgesamt 34 Starts kam man nur acht Mal ins Ziel, allein bei zehn Rennen schieden beide Wagen aus. Acht Mal lag es am Motor oder man verursachte einen Unfall, drei Mal wegen des Getriebes oder wegen Öldruckproblemen, zwei Mal aufgrund von Hydraulikproblemen und jeweils ein Mal wegen des Handlings, der Aufhängung, der Bremsen oder dem Antrieb. Allerdings gab es mit einem sensationellen zweiten Platz in Monaco, erfahren durch Rubens Barrichello, auch gleich die erste Podiumsplatzierung des neuen Teams zu feiern.

## Lackierung und Sponsoring
Die Lackierung des Wagens war komplett in weiß gehalten, vom Heck über die Nase zierte der Royal Stewart Tartan, das Markenzeichen von Jackie Stewarts Helm. Hauptsponsoren waren der Motorenlieferant Ford, welcher auf der Airbox, dem Headrest und der Nase ihr Logo platzierten, die britische Großbank HSBC, deren Logo sich innen am Frontflügel und auf den seitlichen Kühlern befand, sowie das Land Malaysia, welche den Platz am Heckflügel sowie außen am Frontflügel beanspruchten. Auf den Luftleitblechen warb noch das japanische Elektronikunternehmen Sanyo und der Treibstofflieferant Texaco platzierte sein Logo auf der Seite neben dem Fahrer und der Nasenspitze.

## Fahrer
Als Fahrer wurden der Brasilianer Rubens Barrichello und der Däne Jan Magnussen verpflichtet. Es wurde für die erste Saison kein Ersatzfahrer nominiert.

## Ergebnisse
| Fahrer                          | Nr.                             | 1   | 2   | 3   | 4   | 5 | 6   | 7   | 8   | 9   | 10  | 11  | 12  | 13  | 14  | 15  | 16  | 17  | Punkte | Rang |
| ------------------------------- | ------------------------------- | --- | --- | --- | --- | - | --- | --- | --- | --- | --- | --- | --- | --- | --- | --- | --- | --- | ------ | ---- |
| Formel-1-Weltmeisterschaft 1997 | Formel-1-Weltmeisterschaft 1997 |     |     |     |     |   |     |     |     |     |     |     |     |     |     |     |     |     | 6      | 9.   |
| R. Barrichello                  | 22                              | DNF | DNF | DNF | DNF | 2 | DNF | DNF | DNF | DNF | DNF | DNF | DNF | 13  | 14  | DNF | DNF | DNF | 6      | 9.   |
| J. Magnussen                    | 23                              | DNF | DNF | 10  | DNF | 7 | 13  | DNF | DNF | DNF | DNF | DNF | 12  | DNF | DNF | DNF | DNF | 9   | 6      | 9.   |

| Legende  | Legende            | Legende                                                          |
| Farbe    | Abkürzung          | Bedeutung                                                        |
| -------- | ------------------ | ---------------------------------------------------------------- |
| Gold     | –                  | Sieg                                                             |
| Silber   | –                  | 2. Platz                                                         |
| Bronze   | –                  | 3. Platz                                                         |
| Grün     | –                  | Platzierung in den Punkten                                       |
| Blau     | –                  | Klassifiziert außerhalb der Punkteränge                          |
| Violett  | DNF                | Rennen nicht beendet (did not finish)                            |
| Violett  | NC                 | nicht klassifiziert (not classified)                             |
| Rot      | DNQ                | nicht qualifiziert (did not qualify)                             |
| Rot      | DNPQ               | in Vorqualifikation gescheitert (did not pre-qualify)            |
| Schwarz  | DSQ                | disqualifiziert (disqualified)                                   |
| Weiß     | DNS                | nicht am Start (did not start)                                   |
| Weiß     | WD                 | zurückgezogen (withdrawn)                                        |
| Hellblau | PO                 | nur am Training teilgenommen (practiced only)                    |
| Hellblau | TD                 | Freitags-Testfahrer (test driver)                                |
| ohne     | DNP                | nicht am Training teilgenommen (did not practice)                |
| ohne     | INJ                | verletzt oder krank (injured)                                    |
| ohne     | EX                 | ausgeschlossen (excluded)                                        |
| ohne     | DNA                | nicht erschienen (did not arrive)                                |
| ohne     | C                  | Rennen abgesagt (cancelled)                                      |
| ohne     | keine WM-Teilnahme |                                                                  |
| sonstige | P/fett             | Pole-Position                                                    |
| sonstige | 1/2/3/4/5/6/7/8    | Punktplatzierung im Sprint-/Qualifikationsrennen                 |
| sonstige | SR/kursiv          | Schnellste Rennrunde                                             |
| sonstige | *                  | nicht im Ziel, aufgrund der zurückgelegten Distanz aber gewertet |
| sonstige | ()                 | Streichresultate                                                 |
| sonstige | unterstrichen      | Führender in der Gesamtwertung                                   |